# Un extraño en la escalera
Un extraño en la escalera es una película de drama mexicana de 1955 escrita y dirigida por Tulio Demicheli y protagonizada por Arturo de Córdova y Silvia Pinal. La historia se basó en la novela original de Ladislas Fodor, y fue filmada en Cuba.

## Argumento
La historia se inicia en La Habana, cuando Alberto Núñez, Arturo de Córdova, gerente de una compañía de préstamos, conquista a la recién ingresada secretaria taquígrafa Laura, Silvia Pinal, también cortejada por Francisco Gutiérrez, José María Linares Rivas, patrón de ambos.
En el cabaret Tropicana, al que Francisco ha invitado a Laura, Alberto golpea a dos tipos en quienes cree ver a su patrón y a un policía. Francisco paga la multa para sacarlo de la cárcel. Alberto debe restar de su sueldo los 500 pesos de la multa y toma dinero de una comisión para contentar con regalos caros a Laura, que ha dejado de hablarle.
Laura se entrega a Alberto junto al mar. Amenazado con denunciarlo, por lo del dinero tomado, Francisco decide enviar a Alberto a Miami para disponer él solo de Laura. Ella y Alberto planean el asesinato de Francisco para robarle el dinero e ir juntos a Miami. El ruido del disparo con el que Alberto mata a Francisco es tapado por el de unas obras de perforación de la calle, pero ese crimen es sólo imaginario: el día en que debe producirse llega a la oficina un viejo vendedor de la Enciclopedia Británica y la Biblia Andrés Soler, que dice haber sido novio de la ya muerta madre de Alberto.
Éste sorprende besándose a Laura y Francisco, que viajarán juntos a Rio de Janeiro. La aparición del vendedor impide el crimen y Laura revela a Alberto que ha ganado para él el contrato por mucho dinero con su beso al patrón. Alberto golpea a Francisco y deja con Laura la compañía. Ambos buscan al vendedor (un ángel, en realidad) en una iglesia, donde van a casarlos.

## Reparto
- Arturo de Córdova ... Alberto Nuñez
- Silvia Pinal ... Laura
- José María Linares Rivas ... Francisco Gutiérrez
- Andrés Soler ... El vendedor
- Sonja Marrero ... Helena

## Comentarios
La película participó en el Festival de Cannes de 1955. Lo interesante de la película, más que su argumento, es su buena atmósfera habanera, las tórridas escenas de amor de la pareja central (un plano muy alejado parece, incluso, captar desnudos a los amantes en el mar) y la desenvoltura, la gracia y el sexy de Silvia Pinal ("el suéter" lo inventaron para usted, le dice Linares Rivas), que deja ver su hermosa silueta tras la cortina del baño cuando se ducha.
Habla Silvia Pinal: Sí, fue mi gran película, el gran estirón, donde pasé a ser una estrella. Se filmó en La Habana por casualidad, por un asunto legal. Solo así pudo debutar Demicheli en el Cine mexicano. Arturo de Córdova era la gran estrella y elegía el reparto. Cuando me propusieron dijo que no. Él quería a Gina Lollobrigida o a Rosa Carmina. Gregorio Wallerstein me llamó y me dijo: "Vente a hacer una prueba. Tienes que estar muy sexy, a ver como le haces". Me fuí a un salón de belleza y ahí vino el corte de cabello, el aclarado, las pestañas postizas. Después mi modista me hizo una blusa sensacional, me puse unos aretes grandes. Arturo y Wallerstein me dijeron: haces la película. Así ingrese en el mundo de las chicas sexies.